# Kakukk, kakukk, szól a liget
A Kakukk, kakukk, szól a liget a német nyelvterületen jól ismert osztrák tavaszköszöntő népdal.
Magyar feldolgozások:
| Szerző        | Mire           | Mű                                       |
| ------------- | -------------- | ---------------------------------------- |
| Bogár István  | ének, zongora  | Pianoforte II. 20. dal                   |
| Ludvig József | tangóharmonika | Kicsiny falu, ott születtem én, 4. oldal |

## Kotta és dallam
① 
| Kakukk, kakukk szól a liget Jöttödet várjuk, szívünk kitárjuk Szól a nóta, szól a liget. Kakukk, kakukk szól a berek. Lágy szellők lengnek, madarak zengnek Szól a nóta, szól a berek. | Kuckuck, Kuckuck ruft’s aus dem Wald. Lasset uns singen, tanzen und springen. Frühling, Frühling wird es nun bald. Kuckuck, Kuckuck lässt nicht sein Schrei’n: Komm in die Felder, Wiesen und Wälder. Frühling, Frühling, stelle dich ein. Kuckuck, Kuckuck, trefflicher Held. Was du gesungen, ist dir gelungen. Winter, Winter räumet das Feld. |

## Felvételek
- Kuckuck Kuckuck rufts aus dem Wald. YouTube (2012. augusztus 5.)  (Hozzáférés: 2016. december 28.) (audió)
- Kuckuck, Kuckuck ruft's aus dem Wald. YouTube (2013. október 1.)  (Hozzáférés: 2016. december 28.) (videó)